# 大津野村強盗殺人事件
大津野村強盗殺人事件（おおつのむらごうとうさつじんじけん）は、終戦直後に広島県で発生した強盗殺人事件である。

## 事件の概略
1945年（昭和20年）12月23日、広島県深安郡大津野村（現在の福山市大門町）にある岡山県との県境の近い槇ヶ峠の頂上付近で男性2人の惨殺遺体が発見された。2人は胸部や脚を小銃で打ち抜かれた上に顔面がめった打ちにされ殺害されていた上に背負っていたリュックサックも切り裂かれていたことから強盗団に遭遇したのは確実であった。
被害者は、県内の豊田郡大長村（現在の呉市豊町）の柑橘出荷組合の理事2人（共に当時49歳）で、12月18日に岡山県小田郡笠岡町（現在の笠岡市）に服地の購入を斡旋してやると称する5人組の案内で、服地の代金34万円を持参していたことが判明した。犯人グループと2人は山陽本線笠岡駅の一つ手前の大門駅で下車し、人里はなれた山道で正体を現した犯人グループによる凶行の餌食となったとみられた。この5人組は12月12日から大長村に宿泊していたが、その時宿帳に記載していた住所は同村の面識があった職人の男性のものであった。しかも男性は5人組とは呉市で宿屋が一緒になったのが縁で顔見知りになっただけで、村に案内はしたが犯行グループの一味ではなかった。そのうえ5人組の住所氏名が書かれたメモを渡されていたが、犯行前に取り戻された上に、文字も草書体で書かれていたため、男性は読めなかったため覚えてはいなかった。
福山警察署（現在の福山東警察署）は、犯人達が岡山県にいる可能性があるとして岡山県警察部に協力を求めると共に、犯人達と最も面識のある職人を就職の斡旋をして福山市へ転居させ、岡山県下の警察署にある被疑者リストの写真を確認させていた。1946年5月にリストにあったある男に似ていると証言したため、身元照会をしたが岡山県側から回答はなかった。しかし、8月に鞆の浦沖で貨物船が放火された金比羅丸事件が発生し、貨物船の犠牲者が偶然にも大津野村の被害者と同郷であったことから、再捜査が行われたが、この過程で身元照会の回答がないことに気付き再度照会が行われ、味野警察署（現在の児島警察署）から牛の窃盗犯グループの3人の一人であると判明した。そこで職人を連れて行って確認させたところ一味に間違いないと判明した。この窃盗犯3人と他2人は程なく逮捕され、5人とも容疑を認めた。

## 犯人の背景
犯人は吉備郡の大工KK（当時35歳）とその弟の運転手X（同27歳）、児島郡の荒物商KT（同26歳）と店員Y（同24歳）、小田郡の農民Z（同24歳）の5人であった。5人は兵役中に知り合ったもので1945年9月に復員して親交を続けていたが、11月頃に一攫千金を狙い犯罪を引き起こそうと企てていた。最初は広島県産のミカンを阪神方面で販売を斡旋すると騙し、誘い出したミカン船を輸送途中で船頭を殺害し、売り捌こうと計画したが、ミカンが高く適切な相手を見つけることが出来なかったことから、この時は引揚げた。しかし、一攫千金を諦め切れず、軍隊から持ち出した99式小銃を使いやすいように改造したり、刃物を用意する等の準備をしていた。
犯人グループはミカンを諦め、繊維製品ブローカーを装って相手をおびき出す計画に変更した。たまたま柑橘出荷組合が服地を購入しようとしている話をききつけ、架空の商談を成立させた。そして12月18日に笠岡で代金と引換に服地を渡すと約束し、竹原駅から鉄道で笠岡に向かったが「服地のほかにも清酒20本ぐらい容易に入手できるから」といって笠岡駅の一つ手前の大門駅で下車させ酒屋に向うふりをして民家の無い峠に誘い出して、頂上付近で小銃で被害者に銃弾を打ち込んだ上で、短刀などでめった打ちにして殺害し、代金を奪い去った。
裁判では首謀者のKKとKTに対し広島地方裁判所尾道支部は1947年10月31日、死刑を宣告した。1948年6月29日には広島高等裁判所も死刑判決。1949年7月31日、上告を棄却されて死刑が確定した。そのほか、1949年11月にYは懲役10年、Zは懲役13年が言い渡された。なおYとZは証言した男からメモを取り返すために引き返し、殺害現場にいなかったため、極刑は免れた。なおXは公判中に病気で入院していた病院から脱走し、神戸市内で偽名で電気工事請負業を営んでいるところを1952年夏に逮捕されたが、皮肉なことに町内会の防犯委員も勤めていた。この状況からヴィクトル・ユーゴーの「レ・ミゼラブル」の主人公になぞられて「和製ジャン・バルジャン」と揶揄する報道が当時行われた。Xには1953年1月28日、広島地裁尾道支部で死刑が言い渡されたが、控訴審では逃亡中の善行などにより情状酌量され、同年11月6日、無期懲役判決。1954年5月27日、Xの上告が棄却され、無期懲役が確定した。